# GE Power Conversion
GE Power Conversion (vormals Converteam) mit Sitz in Massy bei Paris ist eine französische Tochter des General-Electric-Konzerns für elektrische Antriebs- und Automatisierungslösungen. GE Power Conversion beschäftigt weltweit rund 5000 Mitarbeiter, davon rund 800 in Deutschland. Der Umsatz von Converteam betrug im Jahr 2010 rund 1,1 Milliarden Euro. Das Unternehmen ist ein Zusammenschluss historischer Unternehmen der Elektrotechnik aus Deutschland, Frankreich, England und den USA. Bis 2005 firmierte das Unternehmen als Alstom Power Conversion Group im Konzern Alstom; danach bis Januar 2012 unter dem Namen Converteam.

## Organisation

### Gesellschafterstruktur
Das Unternehmen gehörte bis zur Übernahme durch GE je zu einem Drittel den Finanzinvestoren Barclays Private Equity France und LBO France sowie dem Converteam-Management. Am 2. September 2011 gab General Electric den Abschluss der Übernahme von Converteam bekannt.

### Unternehmenseinheiten (Units)

Ehemaliges Converteam Logo

Zu den großen Unternehmenseinheiten der Converteam Gruppe gehören die Converteam SAS in Frankreich, die Converteam GmbH in Deutschland, die Converteam UK Ltd. in England und die Converteam Inc. in den USA. Weitere Geschäftseinheiten sind Converteam Canada Inc. in Kanada, Converteam India Private Ltd. in Indien, Converteam Brasil Ltda in Brasilien und Converteam Power Conversion (Shanghai) Co. Ltd. in China.
Entsprechend der geografischen Lage und den technologischen Kompetenzen sind den einzelnen Converteam-Unternehmen Regionen und Märkte zugeordnet, aus denen sich die Units zusammensetzen. Converteam UK Ltd. betreut den Raum Nordeuropa, die Converteam GmbH Mittel- und Osteuropa sowie Russland und Converteam SAS Südeuropa sowie den Nahen Osten und Afrika. Die Converteam Inc. deckt geschäftlich Nordamerika ab und die Converteam-Unternehmen in Brasilien, China und Indien betreuen ihre lokalen Märkte.
Converteam Units und deren prozentualer Mitarbeiteranteil
- Northern Europe (NE): 28 %
- Southern Europe, Middle East & Africa (SEMEA): 24 %
- Central, Eastern Europe & Russia (CEER): 17 %
- North America (NA): 11 %
- Other Units: 20 %

## Kerngeschäft
Converteam liefert komplette Systemlösungen der elektrischen Antriebs- und Automatisierungstechnik. Das Unternehmen besitzt eigene Fertigungsstätten zur Herstellung von Motoren, Generatoren, und Leistungselektronik. Das Leistungsspektrum umfasst Beratung, Entwicklung, Herstellung, Systemintegration, Installation, Inbetriebnahme und Service.
Die folgenden Kernkomponenten bilden die geschäftliche Grundlage für Converteam-Systemlösungen
- Synchronmotoren (bis 100 MW), Asynchronmotoren (bis 40 MW), Generatoren bis 150 MVA und Generatorerregeranlagen bis 20 MW
- Frequenzumrichter und Stromrichter als Antriebskomponente zur Regelung von elektrischen Maschinen bis zu 100 MW und weitere Leistungselektronikanwendungen
- Automation (Anlagen- und Prozessautomatisierung)

## Marktsegmente

### Schiffbau
Converteam ist Lieferant von Schiffsantriebstechnik, Schiffsautomatisierung, dynamischen Positionierungen und Energieversorgungs- und Energiemanagementsystemen für Schiffe der Handelsmarine, Seestreitkräfte und Kreuzfahrtschiffen. Spezialschiffe wie Bohrschiffe, Kabelleger, LNG-Tanker, Eisbrecher und Forschungsschiffe werden ebenfalls ausgerüstet.

### Öl, Gas und Offshore
Converteam ist Lieferant von Antriebstechnik, Automatisierung und dynamischen Positionierungen für Offshore-Plattformen zur Erdöl- und Erdgasförderung. Für den Bereich des Öl- & Gastransports liefert Converteam leistungsstarke Umrichter, Motoren und spezielle High-Speed-Antriebe für Kompressoren und Pumpen.

### Erneuerbare Energien und Power Generation
Converteam ist Ausrüster von Windkraftanlagen mit Generator- und Frequenzumrichtertechnik sowie Netzanschlusslösungen für Onshore- und Offshore-Windparks. Umfangreiche Systemlösungen bietet Converteam ebenfalls für Photovoltaik- und Gezeitenkraftwerke. Für konventionelle Kraftwerke liefert Converteam Generatoren, elektrische Erregungen und Anfahrumrichter für Turbinen sowie drehzahlgeregelte Antriebe z. B. für Kesselspeisepumpen, Kühlwasser- und Umwälzpumpen, Abluftgebläse und Transportanlagen.

### Energie-Kompensationsanlagen
Mit statischen und dynamischen Var-Kompensatoren (SVC) unterstützt Converteam den Erhalt der Energiequalität in Industrieanlagen und Kraftwerken.

### Bahnstromversorgung
Zur Energieversorgung der Bahn liefert Converteam schlüsselfertige Umrichterwerke zur Umformung des 50-Hz-Drehstromes in den 16,7-Hz-Einphasen-Wechselstrom des Bahnnetzes.

### Metallindustrie
Converteam ist ein Anbieter von Komplettlösungen für alle Verarbeitungsstufen in der Metallindustrie. Das Leistungsangebot umfasst die Ausrüstung von Formstahlwalzwerken, Mini-Mills, Warmband-, Grobblech- und Kaltwalzwerken sowie Bandbehandlungsanlagen mit Antriebs- und Automatisierungstechnik.

### Bergbau und Förderanlagen
Converteam hat eine lange Tradition in der Ausrüstung von Förderanlagen im Bergbau. Dazu zählen Antriebe, Automatisierungs- und Energieversorgungssysteme für Förder- und Transportanlagen, Schachtsignalanlagen, Lüftungssysteme sowie Versorgungseinrichtungen unter Tage.

### Material Handling
Converteam ist ein Ausrüster für die elektrischen Komponenten von Hafenkrananlagen und Schiffskranen. Komplette Anlagenmodernisierung, Umbauten oder Neuanlagen von Containerbrücken, Schiffsentladern, Stapel-, Bock- und Spezialkrane gehören zum Portfolio.

### Prüfstände
Converteam liefert Antriebe, Motoren, Generatoren und Regelungs- und Automatisierungstechnik für Prüfstände und Testfelder. Dazu gehören unter anderem Prüfstände für Brennstoffzellen, Automobile, Lokomotiven und Windkanäle für die Luftfahrttechnik.

## Geschichte

Converteam-Geschichte

### Converteam International
Converteam geht auf einen Zusammenschluss verschiedener Elektrotechnikunternehmen mit teils über hundertjähriger Geschichte aus Deutschland, England, Frankreich und den USA zurück. Durch Fusionen und Übernahmen entstand 1989 die Cegelec Industrial Group, die neun Jahre später 1998 im Alstom-Konzern als Alstom Power Conversion Group aufging. Durch die fremdfinanzierte Übernahme (LBO) der Beteiligungsgesellschaft Barcleys Private Equity France wurde die Power Conversion Sparte von Alstom im Jahr 2005 wieder abgespalten und 2006 in Converteam umbenannt. 2008 erfolgte der zweite Gesellschafterwechsel, sodass das Unternehmen zu je einem Drittel Barcleys Private Equity, LBO France sowie dem Converteam-Management gehörte.

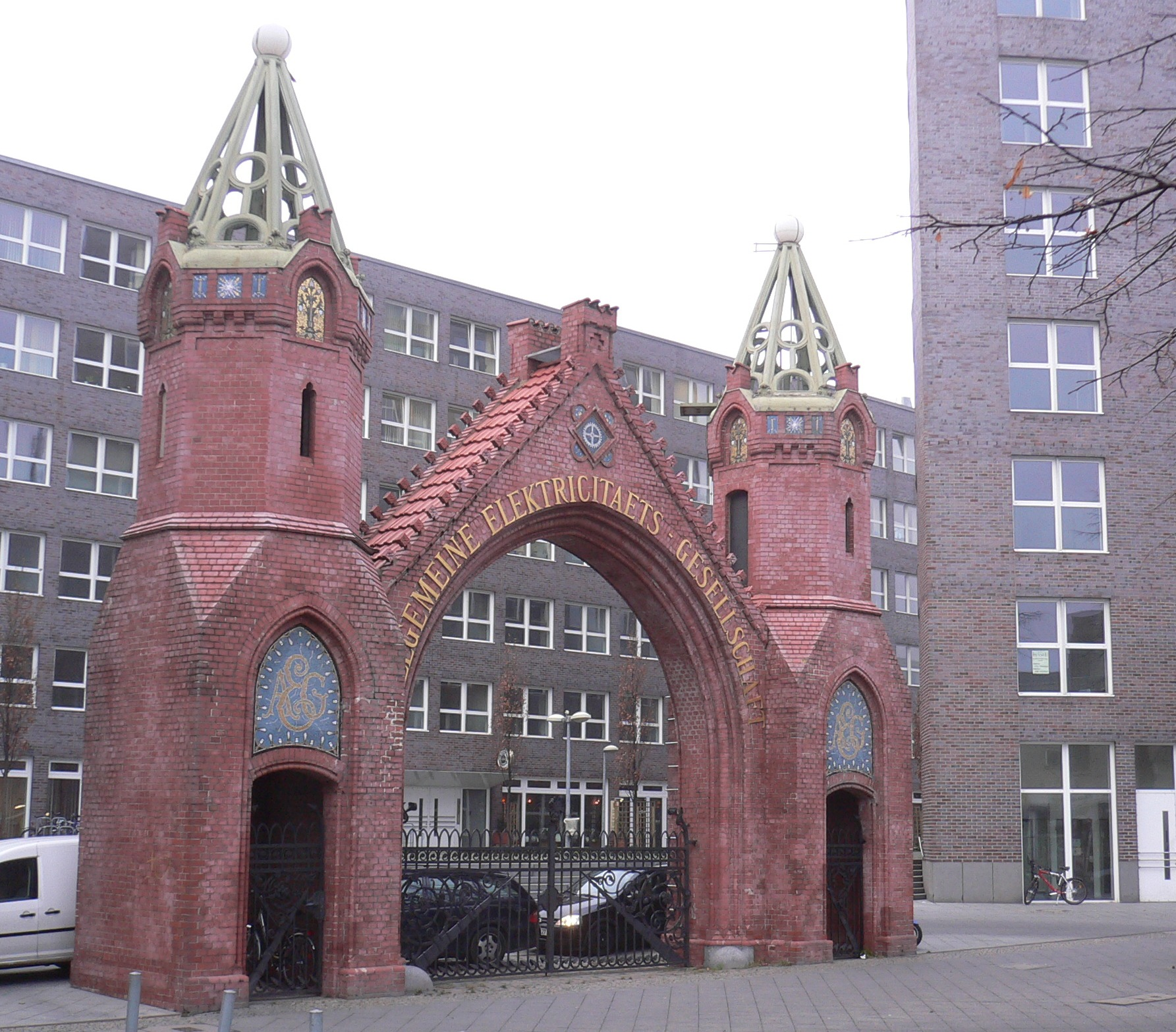
Historischer AEG Standort Brunnenstraße

### Converteam in Berlin
Der historische Standort der Converteam ist Berlin. Das Unternehmen entstammt dem traditionsreichen Stromrichterwerk und der Anlagen- und Automatisierungstechnik der Allgemeine Elektricitätsgesellschaft (AEG) und deren Nachfolgern. Der Produktionsstandort befand sich bis in die 1980er Jahre auf dem im Jahr 1887 von der AEG erworbenen Areal in der Brunnenstraße in Berlin-Gesundbrunnen. 1983 erfolgte der Umzug in das neu gebaute Werk in der Culemeyerstraße in Berlin-Marienfelde. 1995 übernahm Cegelec das Unternehmen und im Jahre 1998 folgte die Überführung in den Konzern Alstom. Der Standort war bis 2. August 2012 der Hauptsitz der Converteam GmbH, heute firmierend unter GE Energy Power Conversion.